# Europawahl in Italien 1989
- Euro-Kommunisten (PCI): 22
- Grüne (LV, VA, DP, Asd): 7
- Sozialisten (PSI, PSDI): 14
- RBW: 3
- Liberaldemokraten (PLI, PRI): 4
- Europäische Volkspartei (DC, SVP): 27
- fraktionslose (MSI): 4

Die Europawahl in Italien 1989 fand am 18. Juni 1989 im Rahmen der EG-weiten Europawahl 1989 statt. In Italien wurden 81 der 518 Sitze im Europäischen Parlament vergeben.

## Wahlsystem

Die fünf Wahlkreise Italiens

Das Land war in fünf Wahlkreise aufgeteilt: Italia nord-occidentale (Nordwestitalien: Piemont, Aostatal, Ligurien, Lombardei), Italia nord-orientale (Nordostitalien: Venetien, Trentino-Südtirol, Friaul-Julisch Venetien, Emilia-Romagna), Italia centrale (Mittelitalien: Toskana, Umbrien, Marken, Latium), Italia meridionale (Süditalien: Abruzzen, Molise, Kampanien, Apulien, Basilikata, Kalabrien) und Italia insulare (Inseln: Sizilien, Sardinien). Die Verteilung der Sitze erfolgte zuerst landesweit, dann pro Parteiliste nach den Wahlkreisen. Innerhalb der Listen gingen die Mandate an die Kandidaten mit den meisten Stimmen.

## Ergebnis
46.346.961 Personen waren wahlberechtigt. Die Wahlbeteiligung lag bei 81,07 % (37.572.759 Wähler). 2.768.442 Wahlzettel (7,4 %) wurden blank oder ungültig abgegeben.
| Kürzel          | Partei                                        | Stimmen    | Anteil | ±     | Mandate | ±   | Fraktion            |
| --------------- | --------------------------------------------- | ---------- | ------ | ----- | ------- | --- | ------------------- |
| DC              | Democrazia Cristiana                          | 11.451.053 | 32,90  | −0,06 | 26      | ±0  | EVP                 |
| PCI             | Partito Comunista Italiano                    | 9.598.369  | 27,58  | −5,74 | 22      | −5  | VEL                 |
| PSI             | Partito Socialista Italiano                   | 5.151.929  | 14,80  | +3,59 | 12      | +3  | SOC                 |
| MSI-DN          | Movimento Sociale Italiano – Destra Nazionale | 1.918.650  | 5,51   | −0,96 | 4       | −1  | fraktionslos        |
| PLI-PRI-FED     | Liberali – Repubblicani – Federalisti         | 1.532.388  | 4,40   | −1,69 | 4       | −1  | LD und fraktionslos |
| LV              | Federazione delle Liste Verdi                 | 1.317.119  | 3,78   | neu   | 3       | neu | G                   |
| PSDI            | Partito Socialista Democratico Italiano       | 945.383    | 2,72   | −0,77 | 2       | −1  | SOC                 |
| VA              | Verdi Arcobaleno                              | 830.980    | 2,39   | neu   | 2       | neu | G                   |
| LL-AN           | Lega Lombarda – Alleanza Nord                 | 636.242    | 1,83   | +1,36 | 2       | +2  | RBW                 |
| DP              | Democrazia Proletaria                         | 449.639    | 1,29   | −0,15 | 1       | ±0  | G                   |
| Asd             | Antiproibizionisti sulla droga                | 430.150    | 1,24   | −2,43 | 1       | ±0  | G                   |
| PSd'Az-UV-altri | Federalismo (PSd’Az–UV–MF–UfS–UPV–SSK)        | 207.739    | 0,60   | +0,05 | 1       | ±0  | RBW                 |
| SVP             | Südtiroler Volkspartei                        | 172.383    | 0,50   | −0,06 | 1       | ±0  | EVP                 |
| PP              | Partito Pensionati                            | 162.293    | 0,47   | neu   | –       | neu |                     |